# Línea U (EMT Madrid)
La línea U (a efectos de numeración interna, 99) de la EMT de Madrid es una línea universitaria que recorre la Ciudad Universitaria de Madrid uniendo los diferentes centros entre sí. No sale en ningún punto de su recorrido del recinto, teniendo sus cabeceras en la Avenida de Séneca y en la nueva Facultad de Informática de la Universidad Complutense de Madrid.

## Características
Una de las funciones primordiales de esta línea es la conexión del Rectorado de la Universidad Complutense con todos los centros de la misma situados en la Ciudad Universitaria. Tiene circuito neutralizado en el entorno de la Avenida de Séneca.
La línea, creada el 18 de diciembre de 1995, amplió el 12 de febrero de 2007 su recorrido desde el Paraninfo para proseguir por la calle C/ Juan del Rosal donde situó su nueva cabecera, a la vuelta volvía al Paraninfo por la C/ Profesor José García Santesmases.

### Frecuencias
| Periodo Lectivo / Excepto puentes, junio y septiembre |           |
| de lunes a jueves laborable                           |           |
| de 7:15 a 10:00                                       | 7-10 min  |
| de 10:00 a 20:00                                      | 10 min    |
| de 20:00 a 22:00                                      | 10-19 min |
| viernes laborables                                    |           |
| de 7:15 a 14:00                                       | 8-10 min  |
| de 14:00 a 21:00                                      | 15-16 min |
| de 21:00 a 22:00                                      | 16-19 min |

## Recorrido y paradas

### Sentido Paraninfo
Empezando en la Avenida de Séneca, la línea gira a la derecha por la calle Martín Fierro, pasando junto al INEF y el complejo deportivo sur de la Ciudad Universitaria.
Más adelante gira de nuevo a la derecha para subir por la Avenida Juan de Herrera, dando servicio a la Escuela de Arquitectura de la UPM. Al final de esta avenida llega a la Glorieta del Cardenal Cisneros. En esta glorieta toma la salida de la Avenida Complutense.
La línea efectúa varias paradas a lo largo de la avenida, dando servicio a la escuela de Agrónomos, las facultades de Odontología, Medicina, Farmacia, Ciencias de la Información, Mátemáticas, Química y Física y las escuela de Telecomunicaciones hasta llegar a la cabecera del Paraninfo.
| Código | Parada                                   | Común con        | Conexiones con Metro | Otros |
| ------ | ---------------------------------------- | ---------------- | -------------------- | ----- |
| 2415   | JUAN HERRERA                             | 46               |                      |       |
| 2417   | Cardenal Cisneros                        | 46               |                      |       |
| 1684   | Cardenal Cisneros                        | 82 132 G         |                      |       |
| 1686   | Escuela Agronómica                       | 82 132 G VAC-246 |                      |       |
| 1687   | Metro Ciudad Universitaria               | 82 132 G VAC-246 | Ciudad Universitaria |       |
| 1689   | Avenida Complutense-Ciencias Información | 82 132 G         |                      |       |
| 1691   | Avenida Complutense-Jardín Botánico      | 82 132 G VAC-246 |                      |       |
| 1693   | Paraninfo-Matemáticas                    | 82 F G VAC-246   |                      |       |
| 4285   | Paraninfo-Telecomunicaciones             | 82 F G VAC-246   |                      |       |
| 3861   | Paraninfo-Derecho                        |                  |                      |       |
| 3862   | PARANINFO (UNED)                         |                  |                      |       |

### Sentido Avenida Séneca
Desde su cabecera en el Paraninfo, la línea se incorpora a la calle Juan del Rosal, dando servicio a la Facultad de Derecho de la UCM y los centros de la UNED situados en esta calle. En este punto tiene su cabecera de regulación antes de continuar el recorrido neutralizado.
Al final de la calle Juan del Rosal, la línea se incorpora a la calle Profesor José García Santesmases, donde se encuentra la nueva Facultad de Informática de la UCM, a la que presta servicio. Por esta calle sale de nuevo a la Avenida Complutense en el extremo norte del Paraninfo, a la cual se incorpora hacia el corazón del campus universitario.
En este tramo da servicio a las facultades de Derecho, Filosofía y Filología, Ciencias de la Información, Farmacia, Medicina y Odontología y la escuela de Agrónomos. Al acabar la avenida Complutense, tras girar en la plaza del Cardenal Cisneros a la izquierda, toma la A-6 durante un breve tramo donde tiene una parada junto al Rectorado de la UCM girando a continuación a la derecha para bajar por la Avenida de Séneca, donde tiene su otra cabecera de regulación.
| Código | Parada                                   | Común con              | Conexiones con Metro | Otros |
| ------ | ---------------------------------------- | ---------------------- | -------------------- | ----- |
| 3862   | PARANINFO (UNED)                         |                        |                      |       |
| 3863   | Paraninfo-Informática                    |                        |                      |       |
| 1696   | Paraninfo-Derecho                        | 82 F G VAC-246         |                      |       |
| 1694   | Paraninfo-Filosofía                      | 82 F G                 |                      |       |
| 1692   | Avenida Complutense-Jardín Botánico      | 82 132 G VAC-246       |                      |       |
| 1690   | Avenida Complutense-Ciencias Información | 82 132 G               |                      |       |
| 1688   | Metro Ciudad Universitaria               | 82 132 G VAC-246       | Ciudad Universitaria |       |
| 1685   | Cardenal Cisneros                        | 82 132 G VAC-246       |                      |       |
| 1331   | Avenida de la Memoria                    | 46 82 83 132 133 162 G |                      |       |
| 4306   | Séneca-Antonio de Nebrija                |                        |                      |       |
| 2413   | Martín Fierro-Obispo Trejo               |                        |                      |       |
| 2415   | JUAN HERRERA                             | 46                     |                      |       |